# CYP2C18
CYP2C18‏ (Cytochrome P450 family 2 subfamily C member 18) هوَ بروتين يُشَفر بواسطة جين CYP2C18 في الإنسان.